# 古尔奈勒盖兰
古尔奈勒盖兰（法語：Gournay-le-Guérin，法語發音：[ɡuʁnɛ lə ɡeʁɛ̃]）是法国厄尔省的一个市镇，属于埃夫勒区。

## 地理
古尔奈勒盖兰（48°42'26"N, 0°46'29"E）面积12.27 平方千米，位于法国诺曼底大区厄尔省，该省份为法国北部内陆省份，北起滨海塞纳省，西接奧恩省和卡爾瓦多斯省，南至厄尔-卢瓦省，东临瓦兹省、瓦兹河谷省和伊夫林省。
与古尔奈勒盖兰接壤的市镇（或旧市镇、城区）包括：莱巴里勒、布尔特、谢斯迪约迪泰伊、博略、尚代、维特赖苏莱格勒。

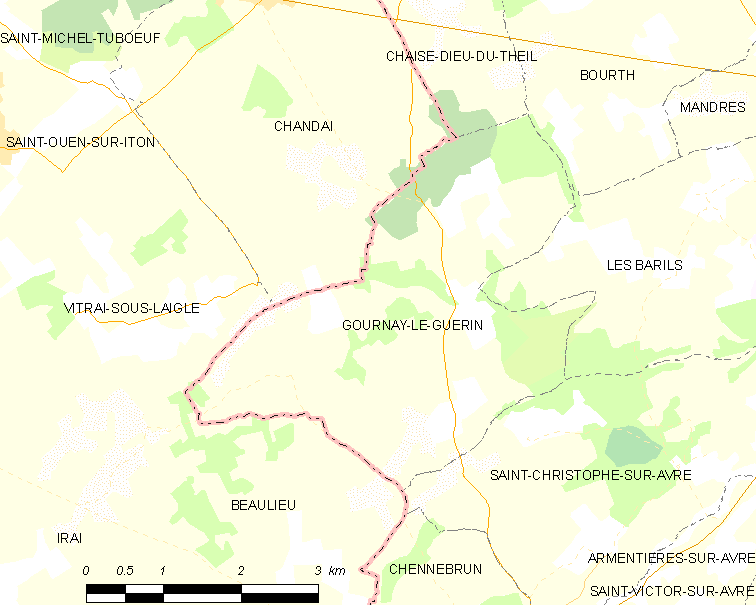
古尔奈勒盖兰的OSM定位图

古尔奈勒盖兰的时区为UTC+01:00、UTC+02:00（夏令时）。

## 行政
古尔奈勒盖兰的邮政编码为27580，INSEE市镇编码为27291。

## 政治
古尔奈勒盖兰所属的省级选区为阿夫尔河和伊通河畔韦尔讷伊县。

## 人口

1962-2008年间古尔奈勒盖兰人口变化图示

古尔奈勒盖兰于2022年1月1日时的人口数量为119人。